# Trasobares
Trasobares ist ein nordspanischer Ort und eine Gemeinde (municipio) mit nur noch 122 Einwohnern (Stand: 2024) im Westen der Provinz Saragossa im Westen der Autonomen Region Aragonien. Der Ort gehört zur bevölkerungsarmen Serranía Celtibérica.

## Lage und Klima
Der Ort Trasobares liegt am Río Isuela etwa 25 km (Luftlinie) südöstlich der maximal ca. 2315 m hohen Sierra de Moncayo und knapp 90 km (Fahrtstrecke) südwestlich der Provinzhauptstadt Saragossa nahe der Grenze zur altkastilischen Provinz Soria in einer Höhe von ca. 650 bis 725 m. Das Klima ist gemäßigt bis warm; der eher spärliche Regen (ca. 460 mm/Jahr) fällt mit Ausnahme der trockenen Sommermonate übers Jahr verteilt.

## Bevölkerungsentwicklung
| Jahr      | 1857 | 1900 | 1950 | 2000 | 2017 |
| Einwohner | 829  | 529  | 985  | 226  | 121  |

Die Mechanisierung der Landwirtschaft, die Aufgabe bäuerlicher Kleinbetriebe und der damit verbundene Verlust von Arbeitsplätzen führten seit der Mitte des 20. Jahrhunderts zu einem deutlichen Rückgang der Bevölkerung (Landflucht).

## Wirtschaft
Jahrhundertelang lebten die Bewohner des Ortes direkt oder indirekt als Selbstversorger von der Landwirtschaft, zu der auch die Viehhaltung gehörte. Die Verarbeitung von Schafwolle war im 16. und 17. Jahrhundert ein bedeutender Wirtschaftsfaktor. Heute spielen Obstbaumplantagen und Weinbau wesentliche Rollen im Wirtschaftsleben des Ortes; außerdem werden Ferienwohnungen (casas rurales) vermietet.

## Geschichte
Obwohl der Ort zum Siedlungsgebiet der keltiberischen Lusonen gehörte, wurden bislang weder keltiberische noch römische oder westgotische Spuren entdeckt. Im 8. Jahrhundert drangen arabisch-maurische Heere bis ins obere Ebro-Tal vor, doch selbst aus dieser Zeit fehlen archäologisch verwertbare Spuren. Um das Jahr 1120 wurde die Gegend von Alfons I. von Aragón zurückerobert (reconquista). Im Jahr 1168 stiftete König Alfons II. von Aragón (reg. 1162–1196) hier ein zisterziensisches Nonnenkloster, welches den Kern des heutigen Ortes bildete. Die Gegend war lange Zeit zwischen den Königreichen Aragón und Kastilien umstritten (Guerra de los Dos Pedros); dieser Streit endete erst mit der Eheschließung der Katholischen Könige Isabella I. von Kastilien und Ferdinand II. von Aragón im Jahr 1469.

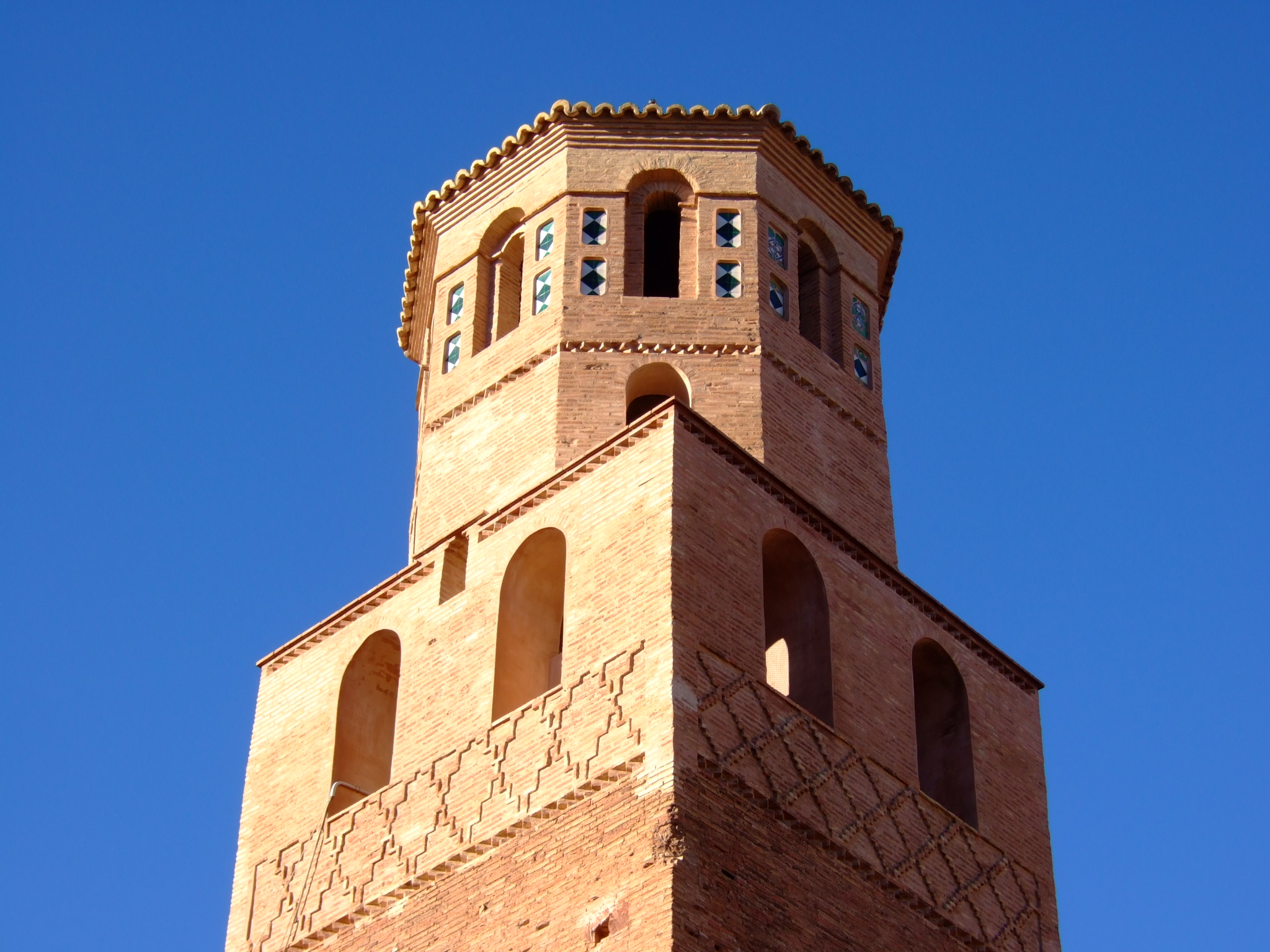
Trasobares – Glockenturm

## Sehenswürdigkeiten
Die ehemalige – in der Renaissance gänzlich neugebaute und im Barock erneut modernisierte – Klosterkirche (Iglesia de la Asunción de Nuestra Señora) bildet den Kern des heutigen Ortes. Sie ist zur Gänze aus Bruchsteinen errichtet; nur der Glockenturm (campanar), dessen Obergeschosse Mudéjar-Ornamente zeigen, ist aus Ziegelsteinen gemauert. Das Kirchenschiff ist mit einem Sterngewölbe bedeckt; das Altarretabel (retablo) in der polygonal gebrochenen Apsis stammt noch aus dem frühen 17. Jahrhundert.